# Рејдар Квамен
Рејдар Квамен (23. јул 1914 — 27. октобар 1998) био је норвешки фудбалер. Квамен је био нападач који је целу каријеру играо за Викинг и сматра се једним од најбољих норвешких фудбалера свих времена. Квамен је био први норвешки фудбалер који је достигао 50 наступа за репрезентацију. Укупно је одиграо 51 међународну утакмицу и постигао 17 голова за Норвешку.
Квамен је био истакнути члан норвешког тима који је освојио бронзану медаљу на Олимпијским играма 1936. године,  а играо је и на Светском првенству две године касније. На клупском нивоу је постигао 202 гола,  што је до данас и даље рекорд клуба Викинг.
Након своје играчке каријере, Квамен је био тренер у Молдеу,  Бринеу и Викингу.

## Живот
Квамен је рођен у Ставангеру, од сина обућара Расмуса Андреаса Квамена и Јане Квамен, и радио је као полицајац. Оженио се Аном Мартеом Стин 1942. Током немачке окупације Норвешке, Квамен је послат у концентрациони логор у Пољској коју су Немачки окупирали. Затворен је у августу 1943. и држан у затвору у Ставангеру, затим у концентрационом логору Грини од августа до децембра 1943, а потом у концентрационом логору Штутхоф до краја рата.
Његова аутобиографија, 50 ganger på Norges landslag, објављена је 1949.